# Primera B 1994 (Colombia)
La  Temporada 1994 de la Primera B, conocida como Copa Concasa 1994 por motivos comerciales, fue la cuarta en la historia de la segunda división del fútbol profesional colombiano.
En esta temporada Deportes Tolima se coronó campeón consiguiendo el ascenso al Campeonato colombiano 1995 y Julio Javier Doldán fue el máximo goleador.

## Sistema del torneo
Los 14 equipos participantes jugaron una fase de todos contra todos y el líder de esta logró el ascenso a la Primera A en su temporada 1995.

## Datos de los clubes

### Relevo anual de clubes
| Ascendidos a la Primera A               |
| --------------------------------------- |
| Cortuluá (Campeón de la Primera B 1993) |

| Descendidos a la Primera B                                               |
| ------------------------------------------------------------------------ |
| Deportes Tolima (Último en la reclasificación del Campeonato colombiano) |

| Ascendidos a la Primera B                                                                 |
| ----------------------------------------------------------------------------------------- |
| Deportivo Samarios (Asciende por la ficha de Unión Magdalena B, campeón de la Primera C.) |

| Descendidos a la Primera C                                     |
| -------------------------------------------------------------- |
| Deportes Risaralda (Último lugar del promedio de la Primera B) |

### Equipos participantes
- Industrial Itagüí cambia su nombre por Deportivo Antioquia.

| Equipo                       | Departamento    | Ciudad          | Estadio                        |
| ---------------------------- | --------------- | --------------- | ------------------------------ |
| Academia Bogotana            | Bogotá, D. C.   | Bogotá          | El Campincito                  |
| Alianza Llanos               | Meta            | Villavicencio   | Manuel Calle Lombana           |
| Alianza Petrolera            | Santander       | Barrancabermeja | Daniel Villa Zapata            |
| Atlético Buenaventura        | Valle del Cauca | Buenaventura    | Marino Klinger                 |
| Atlético Guadalajara de Buga | Valle del Cauca | Buga            | Hernando Azcárate Martínez     |
| Palmira F. C.                | Valle del Cauca | Palmira         | Francisco Rivera Escobar       |
| Deportes Tolima              | Tolima          | Ibagué          | Manuel Murillo Toro            |
| Deportivo Antioquia          | Antioquia       | Itagüí          | Metropolitano Ciudad de Itagüí |
| Deportivo Rionegro           | Antioquia       | Rionegro        | Alberto Grisales               |
| Deportivo Samarios           | Magdalena       | Santa Marta     | Eduardo Santos                 |
| El Cóndor                    | Bogotá, D. C.   | Bogotá          | El Campincito                  |
| Fiorentina                   | Caquetá         | Florencia       | Alberto Buitrago Hoyos         |
| Lanceros Boyacá              | Boyacá          | Tunja           | La Independencia               |
| Real Cartagena               | Bolívar         | Cartagena       | Pedro de Heredia               |

## Reclasificación
| Pos. | Equipos                      | Pts. |
| ---- | ---------------------------- | ---- |
| 1.   | Deportes Tolima              | 43   |
| 2.   | Deportivo Antioquia          | 43   |
| 3.   | Lanceros Boyacá              | 36   |
| 4.   | Deportivo Rionegro           | 35   |
| 5.   | Academia Bogotana            | 35   |
| 6.   | Alianza Petrolera            | 32   |
| 7.   | Fiorentina                   | 32   |
| 8.   | Alianza Llanos               | 31   |
| 9.   | Real Cartagena               | 26   |
| 10.  | Atlético Guadalajara de Buga | 25   |
| 11.  | Palmira F. C.                | 25   |
| 12.  | Atlético Buenaventura        | 18   |
| 13.  | El Cóndor                    | 18   |
| 14.  | Deportivo Samarios           | 17   |

|  |                                     |
|  | Clasificados al Cuadrangular final. |
|  | Eliminados.                         |
|  | Descendido a la Primera C.          |

## Cuadrangular final
| Pos. | Equipo              | Pts. | PJ | G | E | P | GF | GC | Dif. | Clasificación a                |
| ---- | ------------------- | ---- | -- | - | - | - | -- | -- | ---- | ------------------------------ |
| 1    | Deportes Tolima     | 10   | 6  | 4 | 2 | 0 | 10 | 5  | +5   | Campeón y Ascenso a Primera A. |
| 2    | Deportivo Antioquia | 6    | 6  | 2 | 2 | 2 | 7  | 7  | 0    |                                |
| 3    | Lanceros Boyacá     | 7    | 7  | 2 | 3 | 2 | 5  | 6  | −1   |                                |
| 4    | Deportivo Rionegro  | 3    | 6  | 1 | 1 | 4 | 3  | 7  | −4   |                                |

 Fuente: Dimayor
|                                     |
| Bandera de Colombia                 |
| Campeón Deportes Tolima 1.er título |

## Estadísticas

### Goleadores
| Jugador              | Equipos             | Goles |
| -------------------- | ------------------- | ----- |
| Julio Javier Doldán  | Deportes Tolima     | 18    |
| Freddy Guarín Garzón | Alianza Petrolera   | 14    |
| Hugo Gallo           | Deportivo Antioquia | 11    |
| Julio César Yegros   | Deportes Tolima     | 10    |

### Reclasificación anual
| Pos. | Equipos               | Pts. |
| 1.   | Deportes Tolima       | 53   |
| 2.   | Deportivo Antioquia   | 49   |
| 3.   | Lanceros Boyacá       | 41   |
| 4.   | Deportivo Rionegro    | 38   |
| 5.   | Academia Bogotana     | 33   |
| 6.   | Alianza Petrolera     | 32   |
| 7.   | Fiorentina            | 32   |
| 8.   | Alianza Llanos        | 31   |
| 9.   | Real Cartagena        | 26   |
| 10.  | Guadalajara           | 25   |
| 11.  | Palmira F. C.         | 25   |
| 12.  | Atlético Buenaventura | 18   |
| 13.  | El Cóndor             | 18   |
| 14.  | Samarios              | 17   |